# Vietcong
Vietcong (Виетконг) е шутър от първо лице създаден от Pterodon и Illusion Softworks, и разпространен от Gathering през април 2003 г. Действието се развива по време на войната във Виетнам. Играча поема управлението, в сингълплейър кампанията над Sgt.F.C. Стив Хоукинс (Steve Hawkins). Хоукинс е войник от Специалните Сили, изпратен в базата „Ной Пек“ (Hui Pek), намираща се в района на Линията Хо Ши Мин, преминаваща от Камбоджа в Южен Виетнам. Това е едно от най-опасните места в цял Виетнам. Той е командир на Специалните Сили в базата. В отряда влизат:
- Томас Бронсън (Thomas Bronson) – афроамериканец, който избира армията пред опасността да влезе в затвора. Бронсън е инженера и оръжейния експерт в отряда.
- Джо Крокър (Joe Crocker) – е от Сан Франциско. Изгонен е от университета „Станфорд“ и затова отива в армията. Крокър е военния медик в отбора.
- П. Дж. Дефорт (P.J. Defort) – млад и интелигентен кадет от Военно Въздушните Сили на САЩ. Дефорт е радиста на отряда.
- Ли Дие Нът (Le Duy Nhut) – виетнамец, познаващ много добре района около Ной Рек. Нът е водач и преводач на взвода.
- С. Дж. Хорнстър (C. J. Hornster) – силен физически човек с огромното желание да открие и унищожи враговете. Хорнстър е картечаря в отряда.

По време на сингълплейър кампанията играча има възможността да изиграе около 20 драматични мисии, включващи много подмисии. В играта има повече от 20 вида действителни оръжия използвани през войната. Играча може да указва цели и за артилерийски обстрел. Мисиите са изключително разнообразни. От стрелба от хеликопртер и бой в опасните системи от тунели до спасяване на американски войници в плен на врага. Играта има и много добър мултиплейър режим, включващ: CTF, DM, TDM, ATG, LMS, RW. Вече три години след излизането си Виетконг продължава да бъде популярна в мрежова игра.

Към оригиналната игра през февруари 2004 г. излезе експажъна Vietcong – Fist Alpha, с допълнителна сингълплейър кампания, оръжия и нови карти за мрежова игра. Следва Vietcong – Purple Haze във формат за PlayStation2 и Xbox, разпространен от Coyote Games. Излезе и продължението на играта – Vietcong 2 (октомври 2005 г.). В продължението действието се развива в и около град Хюе по време на Офанзивата Тет. В нея играча ще може да играе и от страната на Виет Конг.